# La Center (Kentucky)
La Center és una població dels Estats Units a l'estat de Kentucky. Segons el cens del 2000 tenia 1.038 habitants.

## Demografia
Segons el cens del 2000, La Center tenia 1.038 habitants, 419 habitatges, i 261 famílies. La densitat de població era de 520,5 habitants/km².
Dels 419 habitatges en un 29,4% hi vivien nens de menys de 18 anys, en un 45,8% hi vivien parelles casades, en un 13,1% dones solteres, i en un 37,7% no eren unitats familiars. En el 35,1% dels habitatges hi vivien persones soles el 21,2% de les quals corresponia a persones de 65 anys o més que vivien soles. El nombre mitjà de persones vivint en cada habitatge era de 2,26 i el nombre mitjà de persones que vivien en cada família era de 2,9.
Per edats la població es repartia de la següent manera: un 23,2% tenia menys de 18 anys, un 7% entre 18 i 24, un 23,9% entre 25 i 44, un 19,3% de 45 a 60 i un 26,6% 65 anys o més.
L'edat mediana era de 42 anys. Per cada 100 dones de 18 o més anys hi havia 71 homes.
La renda mediana per habitatge era de 27.188 $ i la renda mediana per família de 36.250 $. Els homes tenien una renda mediana de 32.813 $ mentre que les dones 20.417 $. La renda per capita de la població era de 14.317 $. Entorn del 13,9% de les famílies i el 16,5% de la població estaven per davall del llindar de pobresa.

## Poblacions més properes
El següent diagrama mostra les poblacions més properes.